# Порфирије Кавсокаливит
Порфирије Кавсокаливит (грч. Πορφύριος ο Καυσοκαλυβίτης; Свети Јован Каристија, 7. фебруар 1906 — Света Гора, 2. децембар 1991) био је православни монах и светитељ у лику преподобних из 20. века.

## Биографија
Његови родитељи су били сиромашни али побожни земљорадници. Световно име му је било Евангелос Бајрактарис. Након две године школовања напустио школу и радио је на породичном имању, све од своје осме године. Као веома млад радио је у оближњем руднику угља, а затим у бакалници у Халкиди и у Пиреју.

Обављао дужност духовника на Евији до 1940. године. Свакодневно је примао на исповест велики број верника. Уобичавао је да исповести слуша сатима без прекида. Понекад је чак бивао приморан да проводи читав дан и ноћ, без предаха и без одмора, у испуњавању ове дужности.
Године 1938. митрополит Каристије одликовао га је звањем архимандрита. Након тога служио је као парох у Цакеји и у манастиру Светог Николе у Ано Ватији на Евији.
Дана 12. октобра 1940. године, поверена му је дужност привременог пароха у параклису Светог Герасима у Атинској поликлиници. У овој Поликлиници Старац је вршио своју дужност читавих тридесет година као активни парох, а затим три године добровољно.
Седамдесетих година је остварио оригиналан проналазак: сјединио је угаљ са аромом тамјана и кадио је само тим посебним спорогорећим угљем.
Године 1955. од манастира Пендели изнајмио је манастирчић Светог Николе заједно са његовим имањем, које је систематски и трудољубиво обрађивао са намером да на њему подигне манастир, који је на крају подигао на другом месту.
Године 1978, у манастиру Светог Николе у Калисији, претрпео је срчани удар и хитно био пребачен у болницу „Хигија“, где је провео двадесет дана. Кад је напустио болницу, наставио је опоравак у кућама неколицине своје духовне деце у Атини.
Године 1980. настанио се на имању у Милесију, које је купио како би на њему био подигнут манастир назвао посвећен Преображењу.
Преминуо је у својој испосници на Светој Гори.